# The Lazy Song
"The Lazy Song" é uma canção do artista norte-americano Bruno Mars, gravada para seu álbum de estreia, Doo-Wops & Hooligans. Foi lançada como terceiro single do álbum em 15 de fevereiro de 2011. Mars compôs a canção juntamente com K'naan e com a equipe The Smeezingtons, que também a produziu. Musicalmente, "The Lazy Song" mostra influências de reggae e música do Havaí.

## Antecedentes e composição
"The Lazy Song" foi escrita por Mars, Philip Lawrence, Ari Levine e K'naan, sendo produzida por The Smeezingtons. A canção possui influências do reggae e música do Havaí, com elementos do pop e R&B. "The Lazy Song" possui duração de três minutos e quinze segundos. A canção faz referências a MTV e a canção de Cali Swag District "Teach Me How to Dougie". A canção é composta numa tonalidade de Si maior, com o tempo moderado de 88 batidas por minuto. Os vocais de Mars variam de D#4 para B5.

## Vídeo da musica
O vídeo musical da canção foi lançado em 15 de abril de 2011 no canal oficial da Elektra Records no YouTube. A primeira versão do vídeo foi dirigida por Mars e Cameron Duddy. A segunda versão do vídeo, lançada em 27 de maio de 2011, foi dirigida por Nez.

## Faixas
| Download digital |                 |                                                 |         |  |
| N.º              | Título          | Compositor(es)                                  | Duração |  |
| 1.               | "The Lazy Song" | Bruno Mars, Philip Lawrence, Ari Levine, K'naan | 3:08    |  |

| CD single |                                 |                                                                                  |         |  |
| N.º       | Título                          | Compositor(es)                                                                   | Duração |  |
| 1.        | "The Lazy Song"                 | Bruno Mars, Philip Lawrence, Ari Levine, K'naan                                  | 3:08    |  |
| 2.        | "Grenade" (The Hooligans Remix) | Bruno Mars, Philip Lawrence, Ari Levine, Brody Brown, Claude Kelly, Andrew Wyatt | 3:30    |  |

## Desempenho nas tabelas musicais

### Posições
| Tabela musical (2011)                          | Melhor posição |
| ---------------------------------------------- | -------------- |
| Austrália (ARIA)                               | 6              |
| Áustria (Ö3 Austria Top 75)                    | 4              |
| Bélgica (Ultratop 50 de Flandres)              | 4              |
| Bélgica (Ultratip Bubbling Under da Valônia)   | 7              |
| Brasil (Billboard Brasil Hot 100)              | 55             |
| Canadá (Canadian Hot 100)                      | 5              |
| República Checa (Rádio Top 100)                | 1              |
| Dinamarca (Hitlisten)                          | 1              |
| Países Baixos (Dutch Top 40)                   | 4              |
| Finlândia (Suomen virallinen lista)            | 14             |
| França (SNEP)                                  | 11             |
| O campo songid é OBRIGATÓRIO PARA PARADA ALEMÃ | 9              |
| Hungria (Rádiós Top 40)                        | 1              |
| Irlanda (IRMA)                                 | 4              |
| Israel (Media Forest)                          | 2              |
| Itália (FIMI)                                  | 10             |
| Japão (Japan Hot 100)                          | 73             |
| Nova Zelândia (Recorded Music NZ)              | 3              |
| Polónia (Polish Airplay Top 100)               | 2              |
| Escócia (Scottish Singles Chart)               | 3              |
| Eslováquia (Rádio Top 100)                     | 1              |
| Espanha (PROMUSICAE)                           | 21             |
| Suécia (Sverigetopplistan)                     | 19             |
| Suíça (Schweizer Hitparade)                    | 9              |
| Reino Unido (OCC UK R&B)                       | 1              |
| Reino Unido (UK Singles Chart)                 | 1              |
| Estados Unidos (Billboard Hot 100)             | 4              |
| Estados Unidos (Billboard Adult Contemporary)  | 13             |
| Estados Unidos (Billboard Adult Top 40)        | 2              |
| Estados Unidos (Billboard Mainstream Top 40)   | 3              |
| Estados Unidos (Billboard Rhythmic)            | 15             |